# Eunoe tuerkayi
Eunoe tuerkayi är en ringmaskart som beskrevs av Barnich och Fiege 2003. Eunoe tuerkayi ingår i släktet Eunoe och familjen Polynoidae.
Artens utbredningsområde är Adriatiska havet. Inga underarter finns listade i Catalogue of Life.